# Both of Em
Both of Em è un singolo della rapper statunitense Bhad Bhabie, pubblicato il 4 gennaio 2018.

## Tracce
1. Both of Em – 2:59